# Neurofisina
Le neurofisine sono proteine trasportatrici degli ormoni della neuroipofisi, sintetizzate a livello ipotalamico. Esse trasportano ossitocina e vasopressina dal nucleo paraventricolare e sopraottico dell'ipotalamo al lobo posteriore dell'ipofisi. Ogni neurofisina lega una o due molecole di ormoni neuroipofisari, permettendone la migrazione lungo gli assoni.